# Synesios
Synesios (grekiska Συνέσιος, latin Synesius), född omkring 370 i Kyrene, död omkring 415, var en grekisk filosof.
Synesios härstammade från en förnäm släkt i Kyrene och blev i Alexandria filosofen Hypatias lärjunge. Sedan han övergått till kristendomen, valdes han till biskop i Ptolemais och metropolit i libyska Pentapolis. Även som biskop förblev han mer nyplatoniker än kristen och förhärligade i sina hymner Gud som "monadernas monad". De kyrkliga dogmerna tolkade han som allegorier eller uppfattade som myter, som behövdes, då folket inte kunde fatta den ohöljda sanningen. Synesios samlade skrifter utgavs från trycket första gången 1553 av Adrien Turnèbe.

## Biografi
Synesius tillhörde en rik familj i Kyrene i Cyrenaica den östra delen av nuvarande Libyen. Han och hans äldre bror Euoptius fick en gedigen utbildning. Omkring 390 reste de till Alexandria och studerade vid Hypatias lärosäte. Synesius kom i kontakt med den nyplatonska läran. Efter något år återvände han till Kyrene för att ta hand om familjens egendom ”Anchimachus”. Han skötte jordbruket och jagade. Han fortsatte sina studier, filosofi, matematik, astronomi och började författa texter, brev och psalmer.

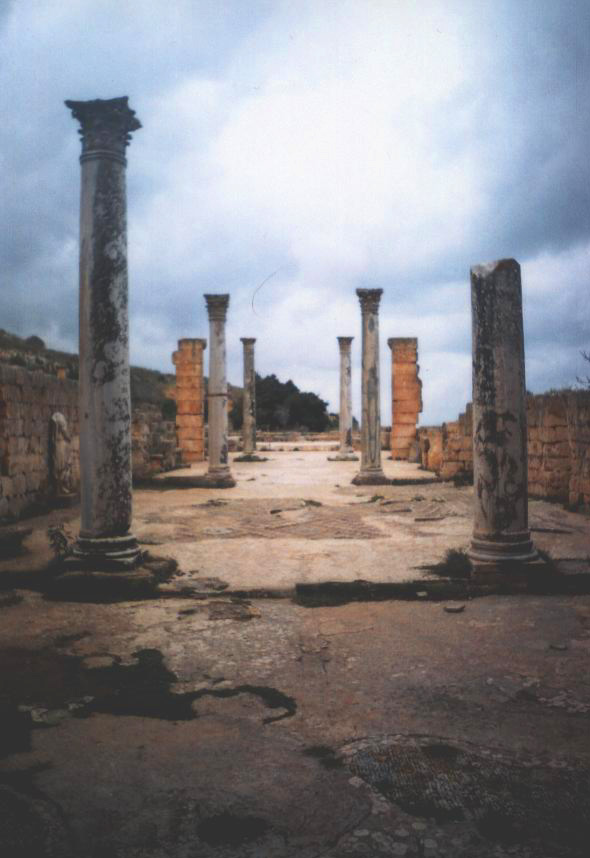
Ruiner i Kyrene, Libyen.

År 397 gjorde han en resa till Konstantinopel för att besöka den nya kejsaren Arcadius och lägga fram en önskan om lägre skatter för sin hemstad Kyrene som hotades av invasioner av vandaler. Han fick vänta i tre år på audiens men lyckades utverka skattelättnader för den romerska provinsen Cyrenaica.
Synesius återvände till sin hemstad Kyrene och tog hand om sin egendom och ägnade sig att filosofiska studier och skriverier. Vid ett besök i Alexandria träffade han en kvinna (namn okänt) och patriarken Theofilos förrättade vigseln.
År 409 valdes Synesius till ärkebiskop i Ptolemais Han accepterade valet om han fick fortsätta sitt äktenskap och avla barn. ”Kan kunde inte överge sin hustru som givits honom av Gud och Theofilus heliga hand.
Synesius dog troligen 413 och efterlämnade en stor samling brev och texter. Han slapp uppleva mordet på sin lärare och vän Hypatia.